# Thông tấn xã Yonhap
Thông tấn xã Yonhap (tiếng Hàn: 연합, hanja: 聯合, âm Hán Việt: Liên hiệp) là thông tấn xã duy nhất của Hàn Quốc, trụ sở đặt thủ đô Seoul. Cơ quan truyền tin này cung cấp tin tức quốc nội và quốc tế qua nhiều dạng: ấn phẩm báo chí, truyền hình cùng và các dạng truyền thông khác ở Hàn Quốc.
Yohap được lập ngày 19 tháng 12 năm 1980 khi hai hãng Hapdong (합동통신; 合同通信, âm Hán Việt Hiệp Đồng thông tín) và Orient Press (동양통신; 東洋通信, Đông Dương thông tín) nhập làm một theo mô hình Thông tấn xã Kyodo của Nhật Bản. Yonhap có hợp đồng cộng tác với 65 thông tấn xã nước ngoài. Đặc biệt là Yonhap cũng có thỏa thuận với Thông tấn xã KCNA của Bắc Triều Tiên, ký năm 2002. Đây là cửa ngõ duy nhất của KCNA với thông tấn xã nước ngoài.
Yonhap có bản tin trên mạng Internet bằng các ngoại ngữ: tiếng Anh, Hoa, Nhật, Tây Ban Nha, Ả Rập và Pháp.